# 서지훈 (프로게이머)
서지훈(徐智訓, 1985년 2월 9일 ~ )은 대한민국의 전직 스타크래프트 프로게이머이다. CJ 엔투스 소속으로 활동하였고, 2009년 3월 9일 대한민국 공군에 입대하면서 공군 ACE에 소속되었다가 2011년 4월 9일에 전역해 CJ로 복귀했다. 종족은 테란이며, XellOs[yG]라는 아이디로 알려져 있다. 견고한 플레이 스타일과 승리 시의 완벽한 경기 내용에 퍼펙트 테란이라는 별명을 얻게 되었다.
종교는 개신교이며 2011년 4월 공군 Ace에서 전역 후 2011년 12월 은퇴를 선언, 그로부터 두 달 지난 2012년 2월 10일 공식 은퇴가 공시되었다.

## 약력

### 2002년 4월, 프로 리그 진입

#### 데뷔 초
2001년부터 배틀넷과 아마추어 리그에서 두각을 나타내왔다. 2002년 3월 주장원전에서 1위를 한 후 동년 4월에는 온게임넷 챌린지리그에 모습을 보이며 방송경기 첫 데뷔를 가졌다. 2승 1패로 무난히 듀얼토너먼트로 진출하여 1차전에서 당대 최강의 저그로 손꼽히던 홍진호에게 승리를 거두었지만, 최종진출전에서 다시 홍진호를 만나 덜미를 잡히며 스타리그의 진출에는 실패하고 말았다. 비슷한 시기, 김정민과 강민의 추천으로 GO팀(現 CJ 엔투스)에 입단한다.
그리고 다시 동년 8월, 챌린지리그에 재도전한 서지훈은 거의 전승에 가까운 성적(8승 2패)으로 2차 챌린지리그 1위를 차지하며 듀얼토너먼트를 거치지 않고 4번 시드와 함께 스타리그로 향하는 직행티켓을 따냈고, 동시에 거물신인으로서 주목받기 시작했다. (챌린지리그 1위에게 스타리그 4번 시드가 주어지는 첫 대회였다.)
그렇게 진출한 첫 스타리그인 2002 Panasonic배 온게임넷 스타리그에서는, 당시 함께 주목받던 신인 저그 박경락과 한 조가 되고, 그에게 두번이나 덜미를 잡히면서도 재경기 끝에 8강 진출에 성공하게 된다. 8강에서는, 당시 대회의 우승자와 준우승자였던 이윤열과 조용호에게 1패씩을 안으며 1승 2패로 4강 진출이 무산되고 만다. (그의 덜미를 잡았던 박경락은 4위로 대회를 마감한다.) 이 대회에서의 눈에 띄는 활약으로 8강 진출을 전후하여 퍼펙트 테란이라는 별명을 얻게 되었고, 비슷한 시기에 활동하던 이윤열, 김현진 등과 더불어 차세대 테란을 이끌 유망주로 각광받았다.

### 2003년~2004년

#### 올림푸스 스타리그
듀얼토너먼트로 내려온 서지훈은 조병호와 박상익을 상대로 2전 전승을 거두며 다시 스타리그로 복귀하게 된다. 그렇게 맞이한 대회는 올림푸스 스타리그. 조용호, 이운재, 성학승과 한 조가 되었던 조별 16강전에서 3전 전승으로 8강에 안착한 서지훈은, 박상익, 박경락, 강도경 등 저그로만 이루어진 조에 포함되었다. 테란의 천적으로 성장한 박경락에게 또다시 1패를 안게 되지만, 강도경, 박상익과의 경기에서는 단단하고 압도적인 경기력을 보이며 승리, 4강에 진출한다.
4강에서 만난 상대는 임요환이었다. 그러나 테란 대 테란전을 자랑으로 내세우는 서지훈은 3:0으로 임요환을 격침시킨다. (이후 임요환과는 천적관계가 성립하게 된다.) 그리고 반대쪽에서는 동족전에 그리 강하지 못했던 박경락이 홍진호의 벽을 넘지 못하며 결승진출이 좌절되었다.
결승경험이 많은 홍진호를 결승에서 만나게 된 서지훈은 다시 특유의 단단함을 보이며 5전의 명경기 끝에 3:2로 역전승하며 첫 메이저 대회 우승을 차지하게 된다. 이와함께 당시 임요환, 이윤열 등과 함께 3대 테란으로 불리며 전성기를 누렸다.

#### 마이큐브 스타리그
스타리그를 우승한 서지훈은 1번 시드를 받으며 마이큐브 스타리그를 맞이한다. 1승 2패로 재경기로 몰리며 온게임넷에서 지속되었던 우승자 징크스의 우려를 받았지만, 재경기 끝에 8강 진출에 성공한다.
8강에서는, 그토록 덜미를 잡아왔던 박경락에게는 승리하지만, 영웅 박정석과 전대회 결승 상대였던 홍진호에게 패배하며 4강 진출에 실패한다. 8강에는 일단 진출했으니 우승자 징크스는 깨진 것이 아닌가 하는 견해도 있었지만, 이후 듀얼토너먼트에서 성학승에게만 2패를 안으며 챌린지리그로 떨어지면서 결과적으로는 우승자 징크스의 희생자가 되었다.

#### 2003 챌린지리그 3차 시즌
순식간에 챌린지리그로 떨어지게 된 서지훈은, 프로리그와 팀리그에서 명성을 떨치던 최연성, 이병민, 전상욱 등의 떠오르는 신인선수와, 기존의 강호였던 변길섭과 이재훈을 상대로 다시 9승 2패의 막강한 전력을 보이며 또다시 챌린지리그 1위를 수성하게 된다. 이로 인해 서지훈은 다시 질레트 스타리그의 4번 시드를 얻게 되었고, 챌린지리그를 두번 우승한 유일한 선수가 되었다.

#### MBC게임 팀리그
팀배틀 방식이었던 팀리그에서는 하루에 다전을 치러야 하기 때문에, 단발성 전략형 선수보다는 기본기가 잘 갖추어진 선수가 자연스레 다승을 올릴 수 있었다. 따라서 서지훈은 특유의 단단함으로 올킬(4연승으로 팀을 혼자서 승리시킴)을 기록하는 등 팀단위 리그 통합 전까지 소속팀 3회의 우승을 이끌며 강세를 보였다. 최연성과 함께 당대 팀리그 강자로 손꼽혔다.

### 2005년 ~ 2011년
2005년부터 2011년까지 서지훈의 활약은 개인리그에서 지속되었다. 심지어 곰TV MSL 시즌 3에는 4강까지 오르는 기염을 토하기도 했다. 하지만 그 이후에는 양대리그에서 계속 조기 탈락하면서 부진을 면치 못했고 결국 서지훈은 박태민과 함께 2008년 12월 15일, 공군 e-스포츠병에 지원하였다. 그리고 2009년 1월 23일 최종합격자 발표로 선발되어 2009년 2월 16일 진주 교육사령부로 입대하려고 하였으나 개인 운동 중 늑골 부위에 부상을 당해 군입대를 연기, 2009년 3월 9일 입대하였다.
현재 CJ 엔투스 홈페이지의 서지훈 프로필은 관리자에 의해 삭제된 상태이다.
2008년 5월31일 신한은행 프로리그 5라운드 KTF 고강민에게 공군 입대후 처음으로 승리하였다.(363일 만의 프로리그 승리이며, 532일 만의 프로리그 저그전 승리이다.)
이후 신한은행 프로리그 09-10 시즌에서는 거의 승수를 추가하지 못하며 '서지훈도 끝났다'는 의견이 지배적이었지만, 최근 개인리그 예선에서 결승까지 진출하고 프로리그에서는 하이트의 신인 김봉준을 상대로 깔끔한 경기력으로 완승을 거두며 다시금 기대를 모으고 있다.
신한은행 프로리그 10-11 시즌 서지훈은 신병 이성은의 합류로 인해 출장기회를 좀처럼 잡지 못했지만, 2010년 12월 21일 테란전 10연승을 달리던 최연성의 수제자 정명훈(당시 SK 텔레콤 T1, 현재 데드 픽셀즈)을 전성기를 방불케 하는 테란전 실력으로 압도하는 등 2전 전승을 기록했다.
2011년 4월 9일 공군 Ace에서 전역후 친정팀인 CJ 엔투스로 복귀하여, 플레잉코치직을 맡게 되었다.
2011년 12월 23일 은퇴를 선언하였으며, 2012년 2월 10일 공식 은퇴가 공시되었다. 은퇴 이후 모기업인 CJ 그룹에 입사, 스포츠 마케팅팀에서 근무했으며, 2012년 2월 10일 CJ 스포츠단에서 퇴사하였으며 현재는 미국 해외 유학을 준비중이라고 한다.

## 주요 경력

### 개인 수상
메이저 개인리그 우승 1회
2002년~2005년
- 2002년 온게임넷 챌린지리그 2차리그 우승
- 2002년 2002 배스킨라빈스배 4차 KPGA 16강
- 2003년 2002 Panasonic배 온게임넷 스타리그 8강
- 2003년 2003 Olympus배 온게임넷 스타리그 우승 (3:2 홍진호)
- 2003년 스타우트 MSL 16강
- 2003년 2003 Mycube배 온게임넷 스타리그 8강
- 2003년 하나포스 센게임 MSL 16강
- 2004년 제 1회 KTF Bigi 프리미어 리그 준우승
- 2004년 질레트 스타리그 8강
- 2004년 스프리스 MSL 8강
- 2004년 WCG 2004 그랜드 파이널 스타크래프트 부문 우승
- 2004년 EVER 스타리그 2004 8강
- 2005년 당신은 골프왕 MSL 3위
- 2005년 EVER 스타리그 2005 3위
- 2005년 우주닷컴 MSL 8강
- 2005년 So1 스타리그 8강
- 2005년 WCG 2005 국가대표 선발전 1위

2006년~2012년
- 2006년 신한은행 스타리그 2005 16강
- 2006년 CYON MSL 16강
- 2006년 프링글스 MSL 시즌2 8강
- 2007년 곰TV MSL 시즌1 8강
- 2007년 곰TV MSL 시즌2 16강
- 2007년 블리즈컨 2007 스타크래프트 부문 4위
- 2007년 곰TV MSL 시즌3 4강
- 2008년 박카스 스타리그 2008 16강
- 2008년 곰TV MSL 시즌4 32강
- 2008년 EVER 스타리그 2008 1차 본선
- 2008년 블리즈컨 2008 스타크래프트 부문 4위
- 2012년 e스포츠 명예의 전당 헌액

### 팀단위 수상
- 2003년 6월 계몽사배 KPGA 팀리그 우승 (G.O)
- 2003년 8월 EVER 프로리그 2003 4위 (G.O)
- 2003년 10월 라이프존배 KPGA 팀리그 우승 (SUMA G.O)
- 2004년 1월 LG IBM배 팀리그 3위 (SUMA G.O)
- 2004년 2월 피망 프로리그 2003 우승 (SUMA G.O)
- 2004년 9월 현대자동차 투싼배 MBC게임 4차 팀리그 준우승 (SUMA G.O)
- 2005년 1월 SKY 프로리그 2004 3라운드 3위 (G.O)
- 2005년 3월 MBC Movie배 5차 팀리그 우승  (G.O)
- 2005년 3월 SKY 프로리그 2005 전기리그 3위 (G.O)
- 2006년 1월 SKY 프로리그 2005 그랜드 파이널 3위 (G.O)
- 2006년 7월 SKY 프로리그 2006 전기리그 3위 (CJ 엔투스)
- 2007년 1월 SKY 프로리그 2006 후기리그 준우승
- 2008년 1월 신한은행 프로리그 2007 후기리그 준우승

### 팀단위 리그 성적
| 프로리그                 | 프로리그                 | 프로리그                   | 프로리그  | 프로리그  | 프로리그  | 프로리그  | 프로리그  | 프로리그  | 프로리그            | 프로리그 |
| 시즌                     | 시즌                     | 소속                       | 개인      | 개인      | 팀플      | 팀플      | 합계      | 승률      | 팀성적              | 비고     |
| 시즌                     | 시즌                     | 소속                       | 승        | 패        | 승        | 패        | 합계      | 승률      | 팀성적              | 비고     |
| ------------------------ | ------------------------ | -------------------------- | --------- | --------- | --------- | --------- | --------- | --------- | ------------------- | -------- |
| 2003 KTF EVER            | 예선                     | G.O 슈마 G.O G.O CJ 엔투스 | 1         | 0         |           |           | 1승 0패   | 100.0%    | 4위(8팀)            |          |
| 2003 KTF EVER            | 본선                     | G.O 슈마 G.O G.O CJ 엔투스 | 4         | 4         |           |           | 4승 4패   | 50.0%     | 4위(8팀)            |          |
| 2003 네오위즈 피망       | 예선                     | G.O 슈마 G.O G.O CJ 엔투스 | 예선 면제 | 예선 면제 | 예선 면제 | 예선 면제 | 예선 면제 | 예선 면제 | 우승(8팀)           |          |
| 2003 네오위즈 피망       | 본선                     | G.O 슈마 G.O G.O CJ 엔투스 | 3         | 3         | 4         | 1         | 7승 4패   | 63.6%     | 우승(8팀)           |          |
| 2004 SKY 1R              | 2004 SKY 1R              | G.O 슈마 G.O G.O CJ 엔투스 | 2         | 1         | 2         | 1         | 4승 2패   | 66.7%     | 4위(11팀)           |          |
| 2004 SKY 2R              | 2004 SKY 2R              | G.O 슈마 G.O G.O CJ 엔투스 | 1         | 0         | 1         | 1         | 2승 1패   | 66.7%     | 머큐리리그 4위(5팀) |          |
| 2004 SKY 3R              | 2004 SKY 3R              | G.O 슈마 G.O G.O CJ 엔투스 | 2         | 3         | 0         | 1         | 2승 4패   | 33.3%     | 3위(10팀)           |          |
| 2004 SKY GF              | 2004 SKY GF              | G.O 슈마 G.O G.O CJ 엔투스 | 진출 실패 | 진출 실패 | 진출 실패 | 진출 실패 | 진출 실패 | 진출 실패 | -                   |          |
| 2005 SKY 전기            | 2005 SKY 전기            | G.O 슈마 G.O G.O CJ 엔투스 | 1         | 0         | 2         | 4         | 3승 4패   | 42.9%     | 3위(11팀)           |          |
| 2005 SKY 후기            | 2005 SKY 후기            | G.O 슈마 G.O G.O CJ 엔투스 | 6         | 2         |           |           | 6승 2패   | 75.0%     | 4위(10팀)           |          |
| 2005 SKY GF              | 2005 SKY GF              | G.O 슈마 G.O G.O CJ 엔투스 | 1         | 0         |           |           | 1승 0패   | 100%      | 3위(4팀)            |          |
| 2006 SKY 전기            | 2006 SKY 전기            | G.O 슈마 G.O G.O CJ 엔투스 | 6         | 3         |           |           | 6승 3패   | 66.7%     | 3위(11팀)           |          |
| 2006 SKY 후기            | 2006 SKY 후기            | G.O 슈마 G.O G.O CJ 엔투스 | 4         | 3         | 0         | 1         | 4승 4패   | 50.0%     | 준우승(11팀)        |          |
| 2006 SKY 통합챔피언      | 2006 SKY 통합챔피언      | G.O 슈마 G.O G.O CJ 엔투스 | 진출실패  | 진출실패  | 진출실패  | 진출실패  | 진출실패  | 진출실패  | -                   |          |
| 2007 신한은행 전기       | 2007 신한은행 전기       | G.O 슈마 G.O G.O CJ 엔투스 | 3         | 4         |           |           | 3승 4패   | 42.9%     | 6위(12팀)           |          |
| 2007 신한은행 후기       | 2007 신한은행 후기       | G.O 슈마 G.O G.O CJ 엔투스 | 3         | 3         | 2         | 3         | 5승 6패   | 45.5%     | 준우승(12팀)        |          |
| 2007 신한은행 통합챔피언 | 2007 신한은행 통합챔피언 | G.O 슈마 G.O G.O CJ 엔투스 | 진출 실패 | 진출 실패 | 진출 실패 | 진출 실패 | 진출 실패 | 진출 실패 | -                   |          |
| 2008 신한은행            | 2008 신한은행            | G.O 슈마 G.O G.O CJ 엔투스 | 5         | 4         |           |           | 5승 4패   | 55.6%     | 9위(12팀)           |          |
| 2008-09 신한은행         | 1R                       | G.O 슈마 G.O G.O CJ 엔투스 | 비출전    | 비출전    | 비출전    | 비출전    | 비출전    | 비출전    | 3위(12팀)           |          |
| 2008-09 신한은행         | 2R                       | G.O 슈마 G.O G.O CJ 엔투스 | 비출전    | 비출전    | 비출전    | 비출전    | 비출전    | 비출전    | 3위(12팀)           |          |
| 2008-09 신한은행         | 3R                       | G.O 슈마 G.O G.O CJ 엔투스 | 비출전    | 비출전    | 비출전    | 비출전    | 비출전    | 비출전    | 3위(12팀)           |          |
| 2008-09 신한은행         | 4R                       | 공군 ACE                   | 0         | 1         |           |           | 0승 1패   | 0.0%      | 12위(12팀)          |          |
| 2008-09 신한은행         | 5R                       | 공군 ACE                   | 2         | 4         |           |           | 2승 4패   | 33.3%     | 12위(12팀)          |          |
| 2009-10 신한은행         | 1R                       | 공군 ACE                   | 비출전    | 비출전    | 비출전    | 비출전    | 비출전    | 비출전    | 12위(12팀)          |          |
| 2009-10 신한은행         | 2R                       | 공군 ACE                   | 0         | 1         |           |           | 0승 1패   | 0.0%      | 12위(12팀)          |          |
| 2009-10 신한은행         | 3R                       | 공군 ACE                   | 1         | 1         |           |           | 1승 1패   | 50.0%     | 12위(12팀)          |          |
| 2009-10 신한은행         | 4R                       | 공군 ACE                   | 0         | 2         |           |           | 0승 2패   | 0.0%      | 12위(12팀)          |          |
| 2009-10 신한은행         | 5R                       | 공군 ACE                   | 1         | 0         |           |           | 1승 0패   | 100.0%    | 12위(12팀)          |          |
| 2010-11 신한은행         | 1R                       | 공군 ACE                   | 비출전    | 비출전    | 비출전    | 비출전    | 비출전    | 비출전    | 10위(10팀)          |          |
| 2010-11 신한은행         | 2R                       | 공군 ACE                   | 2         | 0         |           |           | 2승 0패   | 100.0%    | 10위(10팀)          |          |
| 2010-11 신한은행         | 3R                       | 공군 ACE                   | 0         | 1         |           |           | 0승 1패   | 0.0%      | 10위(10팀)          |          |
| 2010-11 신한은행         | 4R                       | 공군 ACE                   | 0         | 1         |           |           | 0승 1패   | 0.0%      | 10위(10팀)          |          |
| 합계                     | 합계                     | 합계                       | 48        | 41        | 11        | 12        | 59승 53패 | 52.7%     | 우승 1회 준우승 2회 |          |

| 팀리그          | 팀리그 | 팀리그           | 팀리그    | 팀리그    | 팀리그    | 팀리그    | 팀리그    | 팀리그              | 팀리그                        |
| 시즌            | 시즌   | 소속             | 승        | 패        | 합계      | 승률      | 올킬      | 팀성적              | 비고                          |
| --------------- | ------ | ---------------- | --------- | --------- | --------- | --------- | --------- | ------------------- | ----------------------------- |
| 2003 계몽사     | 예선   | G.O 슈마 G.O G.O | 비출전    | 비출전    | 비출전    | 비출전    | 비출전    | 우승                |                               |
| 2003 계몽사     | 본선   | G.O 슈마 G.O G.O | 3         | 3         | 3승 3패   | 50.0%     | -         | 우승                |                               |
| 2003 라이프존   | 예선   | G.O 슈마 G.O G.O | 예선 면제 | 예선 면제 | 예선 면제 | 예선 면제 | 예선 면제 | 우승                | 결승 3킬                      |
| 2003 라이프존   | 본선   | G.O 슈마 G.O G.O | 5         | 1         | 5승 1패   | 83.3%     | -         | 우승                | 결승 3킬                      |
| 2003 LG IBM     | 예선   | G.O 슈마 G.O G.O | 예선 면제 | 예선 면제 | 예선 면제 | 예선 면제 | 예선 면제 | 3위                 | 올킬 (vs SouL)                |
| 2003 LG IBM     | 본선   | G.O 슈마 G.O G.O | 6         | 2         | 6승 2패   | 75.0%     | 1회       | 3위                 | 올킬 (vs SouL)                |
| 2004 투싼       | 예선   | G.O 슈마 G.O G.O | 예선 면제 | 예선 면제 | 예선 면제 | 예선 면제 | 예선 면제 | 준우승              | 올킬 (vs Plus)                |
| 2004 투싼       | 본선   | G.O 슈마 G.O G.O | 6         | 1         | 6승 1패   | 85.7%     | 1회       | 준우승              | 올킬 (vs Plus)                |
| 2004 MBC MOVIES | 예선   | G.O 슈마 G.O G.O | 예선 면제 | 예선 면제 | 예선 면제 | 예선 면제 | 예선 면제 | 우승                | 3킬 올킬 (vs SK텔레콤 T1)     |
| 2004 MBC MOVIES | 본선   | G.O 슈마 G.O G.O | 3         | 0         | 3승 0패   | 100.0%    | 1회       | 우승                | 3킬 올킬 (vs SK텔레콤 T1)     |
| 합계            | 합계   | 합계             | 23        | 7         | 23승 7패  | 76.7%     | 3회       | 우승 3회 준우승 1회 | 4킬 올킬 (2회) 3킬 올킬 (1회) |

### 통산 전적
|             | 경기 | 승-패   | 승률  |
| ----------- | ---- | ------- | ----- |
| 대 테란     | 216  | 124–92  | 57.4% |
| 대 저그     | 275  | 161–114 | 58.5% |
| 대 프로토스 | 196  | 107–89  | 54.6% |
| 총합        | 687  | 392–295 | 57.1% |

## 에피소드
- 서지훈 자신은 데뷔 초부터 현재에 이르기까지 동족전인 테란 대 테란전을 가장 자신있어 하며, 실제로도 해당부문 승률 1위를 차지하는 등 성적이 가장 좋았다. 그러나 2006년 전후에 그 부문 성적이 가장 나빴던 적도 있다.
- 서지훈은 소속팀 GO팀의 비기업팀 기간이 길었음에도 다른 팀의 제의에도 팀을 떠나지 않으며 훗날 CJ와의 계약성사에 일조하는 등 팀에 대한 ‘의리’를 중요시하는 선수로 통하기도 했다.[2]
- 올림푸스 스타리그 우승 후, 우승소감에 눈물을 흘리며 “엄마 사랑해요”라는 말을 남겨 당시 높은 반향을 불러일으켰다.
- 2004년 스타골든벨에 출연하였지만 서지원이라는 자막 오표기에 시청자들의 항의가 이어지곤 했다.
- 2005년 8월 3째주에 발행한 세계최초 e스포츠 주간지인 《esForce》에 외모가 연예인 못지않은 서지훈의 모습이 실려서 매진까지 일어 났다고 한다.
- 세계적인 다큐멘터리TV인 내셔널지오그래픽에서 서지훈을 취재한 적이 있다. 취재전 PD가 esForce라는 주간지에 연예인 못지않게 수려한 외모를 지닌 서지훈의 모습이 담긴 화보를 보며 당장 섭외하라고 했다는 일화가 있다.[출처 필요]
- 2003년 9월 19일 마이큐브 스타리그 8강 1주차 박정석과의 경기에서 다크템플러 전략에 패색이 짙어지자, 카메라에 서지훈이 잡혔는데 입모양이 비속어 모양과 같아 화제가 되었다.
- 프로게이머의 길을 소망하는 후배들에게 한 마디를 부탁하는 매체의 질문에 서지훈은 ‘즐’이라고 답했다. 이후 서지훈은 ‘서즐’로 종종 불리게 된다.
- 예전의 GO팀의 인터뷰에서 팀원들에게 서지훈 선수에 대해서 한마디씩 해달라고 부탁했었는데, 팀원인 박태민이 ‘서지훈 DDR만 자제하면 온겜넷 우승’이라는 낙서를 한 것이 화면에 찍혀 한동안 화제에 올랐었다. DDR은 남성의 자위행위를 일컫는 은어로, 이 일로 서지훈은 ‘서딸’, ‘서타르타르’라는 불명예스러운 별명을 얻기도 했다.
- 또한 서지훈의 개인 연습 컴퓨터 옆에 휴지가 놓여 있는 장면이 찍힌 영상이 방영되고, 그 이후 서지훈은 ‘휴지훈’이라는 별명도 얻게 된다.
- 프로게이머들이 선정한 최고의 오프닝 장면 중 SKY 프로리그 2004 3Round에서 서지훈의 카메라에 향한 발차기가 제일 멋있었다고 하며, 이후 5시즌 만에 박카스 스타리그 2008에 진출하자 그 모습을 다시 재현하였다.
- 신한프로리그 2008년 전기리그 1주차 CJ vs 위메이드 2경기 서지훈 vs 이윤열 전에서 천적인 이윤열을 상대로 서지훈은 난전 끝에 승을 거두고, 세레머니로 방송인 노홍철의 ‘저질댄스’ 세레머니를 선보여 화제를 일으켰다.
- 2011년 9월 24일 동갑내기 여자친구 오지은씨와  7년 열애 끝에 결혼을 하였다.

## 기타
- 스타크래프트 개인리그 10-10 클럽 달성 (스타리그 본선 10회, MSL 본선 12회 진출)